# Hypogäum von Bois-Brard
Das Hypogäum von Bois-Brard (französisch Hypogée du Bois-Brard) liegt zwischen den Ortsteilen Bagneux und Saint-Hilaire-Saint-Florent der Stadt Saumur im Département Maine-et-Loire in Frankreich.
Das 1837 von Steinschlägern entdeckte Hypogäum liegt unter zwei riesigen Sandsteinblöcken, die in ihrer natürlichen Position belassen wurden. Das Grabgewölbe, das im darunterliegenden Sand ausgeräumt wurde, wird von vertikalen Platten begrenzt, die auch den einzigen intakten Deckstein tragen.
Neben ungefähr 20 intakten Schädel wurden auch andere Teile von Skeletten in größerer Anzahl gefunden. Intakte Leichen wurden offenbar an anderer Stelle beigesetzt. Nach der Dekarnation (oder Exkarnation) wurden die Knochen in diesem Beinhaus methodisch angeordnet.
Es existieren in Frankreich, insbesondere an der Marne, an der Oise und im Südosten Hypogäen. Die höchste Konzentration mit fast 170 Hypogäen findet man in den Kreidefelsen im Département Marne, insbesondere im Moor des Marais de Saint-Gond. Diese Bestattungen stammen sämtlich aus der Jungsteinzeit (3500–3000 v. Chr.)